# Gneo Sallustio
Gneo Sallusto (in latino Gnaeus Sallustius; ... – I secolo a.C.) è stato un politico e poeta romano.
Fu questore in Siria durante il governo di Bibulo e fu grande amico di Cicerone.
Oggi gli viene attribuito un poema filosofico sulle dottrine neopitagoriche, erroneamente attribuito al ben più famoso Gaio Sallustio dalle fonti medievali, dal titolo Empedoclea, traduzione delle opere di Empedocle di cui parla Cicerone.